# Diastatica pylonota
Diastatica pylonota är en fjärilsart som beskrevs av Edward Meyrick 1938. Diastatica pylonota ingår i släktet Diastatica och familjen Plutellidae. Inga underarter finns listade i Catalogue of Life.